# Grand Prix ISU juniores di pattinaggio di figura 2013-2014
Il Grand Prix ISU juniores di pattinaggio di figura 2013-2014 è stato la 17ª edizione della competizione. È iniziato il 28 agosto 2013 e si è concluso l'8 dicembre 2013, con la finale di Fukuoka, in Giappone.

## Calendario
| Data              | Evento                   | Luogo                      | Dettagli                | Altre note           |
| ----------------- | ------------------------ | -------------------------- | ----------------------- | -------------------- |
| 29 – 31 agosto    | 2013 JGP Riga Cup        | Riga, Lettonia             | Partecipanti (Dettagli) |                      |
| settembre 5 – 7   | 2013 JGP Mexico Cup      | Città del Messico, Messico | Partecipanti (Dettagli) | No coppie            |
| 12 – 14 settembre | 2013 JGP Kosice          | Košice, Slovacchia         | Partecipanti (Dettagli) |                      |
| 19 – 21 settembre | 2013 JGP Baltic Cup      | Danzica, Polonia           | Partecipanti (Dettagli) | No coppie            |
| 26 – 28 settembre | 2013 JGP Minsk           | Minsk, Bielorussia         | Partecipanti (Dettagli) |                      |
| 3 – 5 ottobre     | 2013 JGP Ostrava         | Ostrava, Repubblica Ceca   | Partecipanti (Dettagli) |                      |
| 10 - 12 ottobre   | 2013 JGP Tallinn Cup     | Tallinn, Estonia           | Partecipanti (Dettagli) |                      |
| 5 – 8 dicembre    | Finale Junior Grand Prix | Fukuoka, Giappone          |                         | Con la finale senior |

## Risultati
| Evento                              | Disciplina        | Oro                              | Argento                              | Bronzo'                        |
| Grand Prix ISU juniores in Lettonia | Singolo maschile  | Jin Boyang                       | Ad'jan Pitkeev                       | Shōma Uno                      |
| Grand Prix ISU juniores in Lettonia | Singolo femminile | Evgenija Medvedeva               | Marija Sotskova                      | Karen Chen                     |
| Grand Prix ISU juniores in Lettonia | Coppie            | Yu Xiaoyu / Jin Yang             | Evgenija Tarasova / Vladimir Morozov | Marija Vigalova / Egor Zakroev |
| Grand Prix ISU juniores in Lettonia | Danza su ghiaccio | Mackenzie Bent / Garrett MacKeen | Lorraine McNamara / Quinn Carpenter  | Alla Loboda / Pavel Drozd      |

| Evento                             | Disciplina        | Oro                              | Argento                          | Bronzo                         |
| Grand Prix ISU juniores in Messico | Singolo maschile  | Nathan Chen                      | Ryuju Hino                       | Daniel Samohin                 |
| Grand Prix ISU juniores in Messico | Singolo femminile | Polina Edmunds                   | Natal'ja Ogorel'ceva             | Mariah Bell                    |
| Grand Prix ISU juniores in Messico | Danza su ghiaccio | Kaitlin Hawayek / Jean-Luc Baker | Madeline Edwards / Zhao Kai Pang | Sof'ja Evdokimova / Egor Bazin |

| Evento                                | Disciplina        | Oro                             | Argento                          | Bronzo                          |
| Grand Prix ISU juniores in Slovacchia | Singolo maschile  | Keiji Tanaka                    | Zhang He                         | Michail Koljada                 |
| Grand Prix ISU juniores in Slovacchia | Singolo femminile | Karen Chen                      | Aleksandra Proklova              | Riona Kato                      |
| Grand Prix ISU juniores in Slovacchia | Coppie            | Marija Vigalova / Egor Zakroev  | Lina Fëdorova / Maksim Miroškin  | Oksana Nagalati / Maksim Bobrov |
| Grand Prix ISU juniores in Slovacchia | Danza su ghiaccio | Anna Janovskaja / Sergej Mozgov | Rachel Parsons / Michael Parsons | Holly Moore / Daniel Klaber     |

| Evento                             | Disciplina        | Oro                              | Argento                              | Bronzo                    |
| Grand Prix ISU juniores in Polonia | Singolo maschile  | Ad'jan Pitkeev                   | Aleksandr Petrov                     | Zhang He                  |
| Grand Prix ISU juniores in Polonia | Singolo femminile | Evgenija Medvedeva               | Angela Wang                          | Gabrielle Daleman         |
| Grand Prix ISU juniores in Polonia | Danza su ghiaccio | Kaitlin Hawayek / Jean-Luc Baker | Oleksandra Nazarova / Maksym Nikitin | Alla Loboda / Pavel Drozd |

| Evento                                 | Disciplina        | Oro                                 | Argento                        | Bronzo                              |
| Grand Prix ISU juniores in Bielorussia | Singolo maschile  | Nathan Chen                         | Ryuju Hino                     | Murad Kurbanov                      |
| Grand Prix ISU juniores in Bielorussia | Singolo femminile | Polina Edmunds                      | Elizabet Turzynbaeva           | Rika Hongō                          |
| Grand Prix ISU juniores in Bielorussia | Coppie            | Kamilla Gajnetdinova / Ivan Bič     | Madeline Aaron / Max Settlage  | Vasilisa Davankova / Andrej Deputat |
| Grand Prix ISU juniores in Bielorussia | Danza su ghiaccio | Lorraine McNamara / Quinn Carpenter | Betina Popova / Jurij Vlasenko | Dar'ja Morozova / Michail Žirnov    |

| Evento                                        | Disciplina        | Oro                             | Argento                                     | Bronzo                           |
| Grand Prix ISU juniores nella Repubblica Ceca | Singolo maschile  | Keiji Tanaka                    | Aleksandr Petrov                            | Moris Qvitelashvili              |
| Grand Prix ISU juniores nella Repubblica Ceca | Singolo femminile | Aleksandra Proklova             | Marija Sotskova                             | Amber Glenn                      |
| Grand Prix ISU juniores nella Repubblica Ceca | Coppie            | Lina Fëdorova / Maksim Miroškin | Arina Černjavskaja / Antonio Souza-Kordyeru | Kamilla Gajnetdinova / Ivan Bič  |
| Grand Prix ISU juniores nella Repubblica Ceca | Danza su ghiaccio | Betina Popova / Jurij Vlasenko  | Rachel Parsons / Michael Parsons            | Madeline Edwards / Zhao Kai Pang |

| Evento                             | Disciplina        | Oro                             | Argento                              | Bronzo                               |
| Grand Prix ISU juniores in Estonia | Singolo maschile  | Jin Boyang                      | Michail Koljada                      | Michael Christian Martinez           |
| Grand Prix ISU juniores in Estonia | Singolo femminile | Serafima Sachanovič             | Elizaveta Jušenko                    | Miyabi Oba                           |
| Grand Prix ISU juniores in Estonia | Coppie            | Yu Xiaoyu / Jin Yang            | Vasilisa Davankova / Andrej Deputat  | Evgenija Tarasova / Vladimir Morozov |
| Grand Prix ISU juniores in Estonia | Danza su ghiaccio | Anna Janovskaja / Sergej Mozgov | Oleksandra Nazarova / Maksym Nikitin | Dar'ja Morozova / Michail Žirnov     |

| Evento                   | Disciplina        | Oro                             | Argento                          | Bronzo                              |
| Finale Junior Grand Prix | Singolo maschile  | Jin Boyang                      | Ad'jan Pitkeev                   | Nathan Chen                         |
| Finale Junior Grand Prix | Singolo femminile | Marija Sotskova                 | Serafima Sachanovič              | Evgenija Medvedeva                  |
| Finale Junior Grand Prix | Coppie            | Yu Xiaoyu / Jin Yang            | Marija Vigalova / Egor Zakroev   | Lina Fëdorova / Maksim Miroškin     |
| Finale Junior Grand Prix | Danza su ghiaccio | Anna Janovskaja / Sergej Mozgov | Kaitlin Hawayek / Jean-Luc Baker | Lorraine McNamara / Quinn Carpenter |